# Mearnsia
Mearnsia là một chi chim trong họ Apodidae.

## Các loài
- Yến đuôi nhọn Philippine (Mearnsia picina)
- Yến đuôi nhọn Papua (Mearnsia novaeguineae)